# Чемпионат России по лыжным гонкам 2021
Чемпионат России по лыжным гонкам 2021 проводился Федерацией лыжных гонок России с 27 марта по 11 апреля 2021 года. Состоял из трёх этапов:
- первый этап прошёл с 27 марта по 4 апреля в Тюмени, ОЦЗВС «Жемчужина Сибири»
- второй этап состоял из женской гонки на 50 км, прошедшей в Апатитах 10 апреля.
- третий этап состоял из мужской гонкой на 70 км, прошедшей в Мончегорске 11 апреля.

### Мужчины
| Дисциплина                          | Дата      | Золото                                                                                         | Серебро                                                                      | Бронза                                                                          |
| Спринт классическим стилем          | 27 марта  | Александр Большунов Архангельская область                                                      | / Александр Терентьев Архангельская область/Ненецкий АО                      | Евгений Белов Тюменская область                                                 |
| Скиатлон 30 км                      | 28 марта  | Александр Большунов Архангельская область                                                      | Иван Якимушкин Тюменская область                                             | Андрей Ларьков Республика Татарстан                                             |
| 15 км свободным стилем              | 30 марта  | / Артём Мальцев Нижегородская область/Республика Мордовия                                      | Иван Якимушкин Тюменская область                                             | Андрей Ларьков Республика Татарстан                                             |
| Командный спринт свободным стилем   | 31 марта  | Архангельская область Александр Терентьев Александр Большунов                                  | Сахалинская область Иван Кириллов Андрей Краснов                             | Тюменская область — 1 Денис Спицов Иван Якимушкин                               |
| Эстафета 4х10 км                    | 2 апреля  | Северо-Западный ФО Александр Терентьев Александр Гребенько Алексей Шемякин Александр Большунов | Тюменская область — 1 Глеб Ретивых Евгений Белов Денис Спицов Иван Якимушкин | Республика Коми — 1 Станислав Волженцев Илья Семиков Илья Порошкин Ермил Вокуев |
| 50 км классическим стилем, масстарт | 4 апреля  | Илья Семиков Республика Коми                                                                   | Алексей Шемякин Архангельская область                                        | Андрей Собакарев Новосибирская область                                          |
| 70 км классическим стилем, масстарт | 11 апреля | Андрей Ларьков Республика Татарстан                                                            | Константин Главатских Республика Удмуртия                                    | Алексей Шемякин Архангельская область                                           |

### Женщины
| Дисциплина                          | Дата      | Золото                                                                              | Серебро                                                                                    | Бронза                                                                    |
| Спринт классическим стилем          | 27 марта  | Наталья Непряева Архангельская область                                              | Татьяна Сорина Тюменская область                                                           | Юлия Ступак Республика Коми                                               |
| Скиатлон 15 км                      | 28 марта  | Татьяна Сорина Тюменская область                                                    | Наталья Непряева Архангельская область                                                     | Мария Истомина Пермский край                                              |
| 10 км свободным стилем              | 30 марта  | Татьяна Сорина Тюменская область                                                    | Мария Истомина Пермский край                                                               | / Анастасия Рыгалина Москва/Санкт-Петербург                               |
| Командный спринт свободным стилем   | 31 марта  | Тюменская область — 1 Екатерина Смирнова Татьяна Сорина                             | Архангельская область Светлана Заборская Наталья Непряева                                  | СиДВФО Алёна Баранова Вероника Степанова                                  |
| Эстафета 4х5 км                     | 2 апреля  | Тюменская область — 1 Ольга Кучерук Татьяна Сорина Екатерина Смирнова Анна Грухвина | Республика Татарстан — 1 Христина Мацокина Алия Иксанова Анна Нечаевская Анастасия Доценко | СиДВФО Яна Кирпиченко Марина Черноусова Диана Головань Вероника Степанова |
| 30 км классическим стилем, масстарт | 3 апреля  | Мария Истомина Пермский край                                                        | / Анастасия Рыгалина Москва/Санкт-Петербург                                                | Екатерина Смирнова Тюменская область                                      |
| 50 км свободным стилем, масстарт    | 10 апреля | / Анастасия Рыгалина Москва/Санкт-Петербург                                         | Екатерина Смирнова Тюменская область                                                       | Ольга Царёва Республика Коми                                              |